# Zdzisław Marcinkowski (fotograf)
Zdzisław Marcinkowski, właśc. Maksymilian Zdzisław Marcinkowski (ur. 18 listopada 1881 w Warszawie, zm. w 1944 lub 1945) – polski fotograf. 

## Życiorys
Syn cukiernika Wincentego Marcinkowskiego i Julii z domu Barańskiej. 
Pracował jako praktykant w składzie win Neugebauera, w firmie winiarskiej Maurycy Seydel i S-ka (ul. Senatorska 36/38) oraz w firmie optycznej Berent i Plewiński przy Krakowskim Przedmieściu. Jego twórczość fotograficzna jest w większości związana z Warszawą, gdzie mieszkał w kamienicy przy ul. Bednarskiej 23. Jego zdjęcia były publikowane w warszawskiej prasie oraz w wielu wydawnictwach książkowych. Był członkiem Polskiego Towarzystwa Fotograficznego; w 1939 został wybrany do ostatniego Zarządu tej organizacji.
Podczas II wojny światowej włączył się w działalność konspiracyjną. W latach 1942–1944 pod pseudonimem „Senex” prowadził jedną z dwóch pracowni fotograficznych działających w kierowanym przez Stanisława Jankowskiego Wydziale Legalizacji i Techniki w Oddziale II Komendy Głównej Armii Krajowej. Pracownia znajdowała się w jego mieszkaniu.
Zmarł w niewyjaśnionych okolicznościach. Podczas powstania warszawskiego w sierpniu 1944 Niemcy zabrali wszystkich mężczyzn z kamienicy przy ul. Bednarskiej 23. Ostatnia wiadomość o Zdzisławie Marcinkowskim pochodziła z Auschwitz-Birkenau, skąd został wywieziony w niewiadomym kierunku.
Jego zdjęcia były wykorzystywane w czasie powojennej odbudowy Warszawy. W 1977 Archiwum Państwowe w Warszawie zakupiło od rodziny jego fotografie i negatywy z lat 1904–1939 (razem 3555 jednostek fizycznych, z czego 2468 to zdjęcia Warszawy). W 2018 ukazał się album Niepodległa Warszawa w obiektywie Zdzisława Marcinkowskiego z jego zdjęciami pochodzącymi ze zbiorów Archiwum.

## Medale i wyróżnienia
- Salon Międzynarodowy w Brukseli (1924)[3]
- I Międzynarodowy Salon w Syrakuzach (1926)[3]
- Międzynarodowa Wystawa Komunikacji i Turystyki w Poznaniu (1930)[3]